# Nils Magnus Annerstedt
Nils Magnus Annerstedt, född 1743, död 29 maj 1809 i Klara församling, Stockholm han var mellan 1773 och 1781 aktör och sångare vid Kungliga Operan i Stockholm och kantor i Klara församling.

## Roller
| År   | Roll              | Produktion                   | Regi | Teater                  |
| ---- | ----------------- | ---------------------------- | ---- | ----------------------- |
| 1773 | Thessalisk hovman | Thetis och Pelée             |      | Stora Bollhuset         |
| 1773 | Neptun            | Acis och Galatea             |      | Stora Bollhuset         |
| 1776 | En fransk officer | Aline, drottning av Golkonda |      | Stora Bollhuset         |
| 1777 | Fångvaktaren      | Alexis eller Deserteuren.    |      | Stora Bollhuset         |
| 1778 | Mustafa           | Gripon och Martin            |      | Stora Bollhuset         |
| 1796 | En tartar         | Caravanen                    |      | Gustavianska operahuset |